# Øreløs varan
Øreløs varan (Lanthanotus borneensis) er en brun øgle som lever i den nordlige del af Borneo.
Kun omkring 100 eksemplarer af arten er nogensinde blevet fanget. De eneste sikre fund er fra den malaysiske delstat Sarawak, men der er også ubekræftede rapporter fra Kalimantan, den indonesiske del af Borneo. Den minder om både giftøgler og varaner, men har også træk til fælles med slanger. 
Den er middelstor, 42-55 cm lang og har korte ben med fem tæer og lange kløer. De fleste skæl er små, men ryggen har seks langsgående rækker med store skæl, og halen har to sådanne rækker. Næseborene sidder højt oppe på snuden. Den har en gribehale, som ikke kan afkastes.
Træk som minder om varaner er ni nakkehvirvler, to "horn" på hemipenissen, og en lang, todelt tunge. Lighedstræk med slanger er at kraniet er mere solid end hos varanene, og at hele huden skiftes på en gang. Andre ligheder med slanger er at underkæben har et ekstra led, og at den ydre øreåbning mangler. Det nedre øjenlåg har et gennemsigtigt felt.
Øreløse varaner i fangenskab er træge dyr, som ligger det meste af tiden i vand. Man ved næsten ingenting om hvordan de lever i naturen. Nogen mener at de er akvatiske, mens andre tror at de er gravende. Det er mest sandsynlig at begge deler stemmer. De kan sno sig rundt om grene med kroppen og gribehalen, så det kan tænkes at de også klatrer i træer. Det er helt ukendt hvad de spiser. I 1976 blev der fundet en hun med seks store æg, så de er antagelig æglæggende, men det kan også tænkes at æggene ikke tilhørte den hun. Man har troet at arten er meget sjælden, men i 1963 dukkede der mange eksemplarer op efter en oversvømmelse. Det tyder på at de sædvanligvis gemmer sig i gange under jorden, men at vandet tvang dem frem.
Arten er så speciel at den tidligere blev placeret alene i familien Lanthanotidae. De eneste fossiler som ligner øreløs varan er fra sen kridt i Gobiørkenen. Her har man fundet arterne Cherminotus longifrons og Aiolosaurus oriens. Arten Ovoo gurval blev beskrevet fra samme sted i 2008, og kan også være en slægtning. Lanthanotus, Cherminotus og Aiolosaurus regnes nu til underfamilien Lanthanotinae i en udvidet familie Varanidae, hvor de egentlige varaner (Varanus) placeres i underfamilien Varaninae.